# Stephan Grundy
Stephan Grundy (geboren am 28. Juni 1967 in New York, USA; gestorben am 29. September 2021 in Shinrone, Irland), Pseudonym: Kveldulf Gundarsson, war ein amerikanischer Schriftsteller. Versiert insbesondere in der germanischen Mythenwelt und Kulturgeschichte, ist Grundy vor allem für seine moderne Aufbereitung mythischer Sagenstoffe bekannt.

## Leben und Werk
Grundy wuchs hauptsächlich in Dallas im US-Bundesstaat Texas auf. Bereits während seiner Schulzeit verfasste er zahlreiche Geschichten – teils rein fiktiv, teils bereits stark an mythologischen Themen oder Legenden wie der Artus-Sage ausgerichtet.
Unter dem Pseudonym „Kveldulf Gundarsson“ veröffentlichte der Neuheide Grundy, zeitweilig Angehöriger des nordamerikanischen „Ring of Troth“ und anderer neuheidnischer Organisationen, bereits vor seinem ersten Roman zwei Sachbücher, die sich mit germanischer Religion und Magie befassen.
Grundy starb am 29. September 2021 in seinem Haus.

### Rheingold
Die Arbeit an seinem ersten vollständigen Roman begann Grundy in seinem ersten Jahr an der Southern Methodist University in Dallas, wo er englische und deutsche Philologie studierte. Sollte dem Roman zunächst noch das angelsächsische Heldenepos Beowulf zugrunde liegen, so ließ Grundy sich von seinem damaligen Professor Dr. Stephen Flowers (Autor von Feuer und Eis) überzeugen, dass das Nibelungenlied sowie die Wälsungensage aufgrund von Grundys starkem Interesse am „Ring“-Zyklus Richard Wagners eine geeignetere Grundlage für einen ersten Roman darstellen würden.
Den Großteil dieses Romans verfasste Grundy in einer Studentenwohnung in St. Andrews, Schottland, wo er ein Jahr als Austauschstudent verbrachte. Ebenfalls ein Jahr als Austauschstudent verbrachte er – praktisch am Fuße des Drachenfelses – in Bonn, was er mit seinen Recherchen für den Roman verband (die Grundy auch quer durch Skandinavien führten).
Als der Roman schließlich 1992 – versehen mit Widmungen unter anderem an Richard Wagner und John Ronald Reuel Tolkien – unter dem Titel Rheingold (Original: Rhinegold) erschien, entwickelte er sich rasch zu einem internationalen Bestseller. Der Spiegel führte den Roman monatelang auf seiner Bestsellerliste.
Im selben Jahr promovierte Grundy an der Universität Cambridge über den germanischen Kriegsgott Wotan (The Cult of Óðinn: God of Death?).

### Wodans Fluch
1996 erschien der Roman Wodans Fluch (Original: Attila’s Treasure), in dessen Mittelpunkt weniger der Hunnenkönig Attila als vielmehr Grundys Lieblingsgestalt der germanischen Sagenwelt, Hagen, steht. Auch dieser Roman wurde zu einem internationalen Erfolg, wenngleich in geringerem Maße als sein Vorgänger Rheingold.

### Gilgamesch, Herr des Zweistromlandes
1999 folgte Gilgamesch, Herr des Zweistromlandes – eine moderne Aufbereitung des sumerischen Gilgamesch-Epos. Die Reaktionen der Leserschaft auf diese Veröffentlichung fielen stark gespalten aus, und insgesamt gilt Grundys dritter Roman als weniger gelungen als seine beiden Vorgänger.

### „Falken-Trilogie“
Die „Falken-Trilogie“ um die Figur der jungen Gräfin Margerite von Hirschenberg schrieb Grundy gemeinsam mit seiner Frau Melodi. Die zuerst in deutscher Sprache veröffentlichte Geschichte spielt im 14. Jahrhundert und bewegt sich zwischen den häufigen Motiven von Liebesgeschichte, Rittertum und Verschwörungen eines Geheimordens, der Margerites Sohn in düstere pseudoreligiöse Machenschaften verstrickt. Der erste Band der Trilogie, Adler und Falke (Eagle and Falcon), erschien 1999. Im folgenden Jahr wurde die Fortsetzung Die Flucht des Falken (Falcon’s Flight) veröffentlicht. Den Schluss der Reihe bildet Die Nacht des Falken (Falcon's Night) aus dem Jahr 2001.

### Beowulf
2010 erschien Beowulf. Bislang wurde dieser Roman nicht in deutscher Sprache veröffentlicht.

### Trivia
Nachdem Stephan Grundy und seine Frau Melodi Lammond Grundy 1995 zunächst ein Jahr lang in einem restaurierten Schloss (Emmel Castle) in Shinrone in Südirland gelebt hatten, bewohnten die beiden danach zusammen mit drei norwegischen Waldkatzen ein gregorianisches Haus aus dem 18. Jahrhundert, ebenfalls in Südirland. Grundy verstand sich unter anderem auf klassischen Gesang, Bierbrauen, Fechten und das Harfespiel.

## Bibliographie

### Als Kveldulf Gundarsson
- Teutonic Magic: The Magical and Spiritual Practices of the Germanic People. 1990, ISBN 0-87542-291-8.
- Teutonic Religion: Folk Beliefs & Practices of the Northern Tradition. 1993, ISBN 0-87542-260-8.
- Ásatrú: Die Rückkehr der Götter. 2014, ISBN 978-3-939459-63-7.

### Als Stephan Grundy
- Rheingold. 1992, ISBN 3-596-12464-6.
- Wodans Fluch. 1996, ISBN 3-596-13763-2.
- Gilgamesch, Herr des Zweistromlandes. 1999, ISBN 3-596-14890-1.
- Die Flucht des Falken. 2000, ISBN 3-453-17314-7. (mit Melodi Grundy)
- Adler und Falke. 2002, ISBN 3-453-19567-1. (mit Melodi Grundy)
- Die Nacht des Falken. 2002, ISBN 3-453-21102-2. (mit Melodi Grundy)
- Beowulf. 2010, ISBN 978-1-4401-5697-7. (engl.)